# Liste des épisodes de Modern Family
Cette page recense la liste des épisodes de la série télévisée américaine Modern Family.

## Panorama des saisons
| Saison | Saison | Épisodes | Diffusion         | Diffusion     | Sortie DVD        | Sortie DVD       | Sortie DVD        |
| Saison | Saison | Épisodes | Début de saison   | Fin de saison | Zone 1            | Zone 2           | Zone 4            |
| ------ | ------ | -------- | ----------------- | ------------- | ----------------- | ---------------- | ----------------- |
|        | 1      | 24       | 23 septembre 2009 | 19 mai 2010   | 21 septembre 2010 | 4 octobre 2010   | 3 novembre 2010   |
|        | 2      | 24       | 22 septembre 2010 | 25 mai 2011   | 20 septembre 2011 | 5 septembre 2011 | 21 septembre 2011 |
|        | 3      | 24       | 21 septembre 2011 | 23 mai 2012   | 18 septembre 2011 | 1er octobre 2012 | 10 octobre 2012   |
|        | 4      | 24       | 26 septembre 2012 | 22 mai 2013   | 24 septembre 2013 | 1er octobre 2013 | NC                |
|        | 5      | 24       | 25 septembre 2013 | 7 mai 2014    | NC                | NC               | NC                |
|        | 6      | 24       | 24 septembre 2014 | 20 mai 2015   | NC                | NC               | NC                |
|        | 7      | 22       | 23 septembre 2015 | 18 mai 2016   | NC                | NC               | NC                |
|        | 8      | 22       | 21 septembre 2016 | 17 mai 2017   | NC                | NC               | NC                |
|        | 9      | 22       | 27 septembre 2017 | 16 mai 2018   | NC                | NC               | NC                |
|        | 10     | 22       | 26 septembre 2018 | 8 mai 2019    | NC                | NC               | NC                |
|        | 11     | 18       | 25 septembre 2019 | 8 avril 2020  | NC                | NC               | NC                |

## Première saison (2009-2010)
Diffusée aux États-Unis entre le 23 septembre 2009 et le 19 mai 2010, cette saison comprend vingt-quatre épisodes.
1. Chronique d'une famille peu ordinaire (Pilot)
2. Mélo-Vélo (The Bicycle Thief)
3. Le Chas de l'aiguille (Come Fly With Me)
4. Devine qui vient dîner ? (The Incident)
5. De la poussière sous le tapis (Coal Digger)
6. Prudence est père de sûreté (Run for Your Wife)
7. En garde (En Garde)
8. Ma mélodie du bonheur (Great Expectations)
9. Fizbo le clown (Fizbo)
10. Il faut sauver Noël (Undeck The Halls)
11. Sexe, mensonge et quiproquo (Up All Night)
12. Le Papa poule et maman ourse (Not In My House)
13. La Télé qui commande (Fifteen Percent)
14. Splash de lunes (Moon Landing)
15. Docteur Phil et Mister Clive (My Funky Valentine)
16. Chéri, fais-moi peur (Fears)
17. Rien ne sert de mentir (Truth Be Told)
18. La Nuit étoilée (Starry Night)
19. Mission cadeau impossible (Game Changer)
20. Tous sur la touche (Benched)
21. La Main à la patte (Travels With Scout)
22. Désemparés au décollage (Airport 2010)
23. Aloha (Hawaii)
24. Rien n'est jamais parfait (Family Portrait)

## Deuxième saison (2010-2011)
Diffusée aux États-Unis entre le 22 septembre 2010 et le 25 mai 2011, cette saison comprend vingt-quatre épisodes.
1. Massacre à la scie sauteuse (The Old Wagon)
2. Embrasse-moi, idiot (The Kiss)
3. Attention les secousses (Earthquake)
4. Le Pacte du Nord-Express (Strangers on a Treadmill)
5. Ordi soit qui mal y pense (Unplugged)
6. La Maison des horreurs (Halloween)
7. Beaucoup de bruit pour rien (Chirp)
8. À la recherche de l'enfance perdue (Manny Get Your Gun)
9. Touché - peloté (Mother Tucker)
10. Si je t'attrape, je te mords ! (Dance Dance Revelation)
11. Ralentissez vos voisins (Slow Down Your Neighbors)
12. Croctopus (Our Children, Ourselves)
13. Dans de beaux draps (Caught in the Act)
14. Le Retour de Mister Clive (Bixby's Back)
15. Rencontre du deuxième type (Princess Party)
16. Non je ne regrette rien... (Regrets Only)
17. Deux Singes et un panda (Two Monkeys and a Panda)
18. Une soirée très gay (Boy's Night)
19. Voyage musical autour du monde (The Musical Man)
20. Tuteurs nés (Someone to Watch Over Lily)
21. L'Amour en mère (Mother's Day)
22. Phil la menace (Good Cop Bad Dog)
23. Le Ciboulot de la promo (See You Next Fall)
24. Ohé du bateau ! (The One That Got Away)

## Troisième saison (2011-2012)
Diffusée aux États-Unis entre le 21 septembre 2011 et le 23 mai 2012, cette saison comprend vingt-quatre épisodes.
1. Chapeau de cow-boy et bottes de cuir (Dude Ranch)
2. À tort ou à raison (When Good Kids Go Bad)
3. Sur la corde raide (Phil on Wire)
4. Porte-à-porte (Door to Door)
5. De la fuite dans les idées (Hit and Run)
6. Autant en emporte l'enfant (Go Bullfrogs!)
7. Hétéro mais pas trop (Treehouse)
8. Ça passe ou ça masse (After the Fire)
9. Lancer de citrouille (Punkin Chunkin)
10. Noël express (Express Christmas)
11. Lames de rasoir et Souris noires (Lifetime Supply)
12. L'Œuf de la discorde (Egg Drop)
13. Silence, on jure ! (Little Bo Bleep)
14. Moi ? Jaloux ? (Me? Jealous?)
15. Tante maman (Aunt Mommy)
16. Une gentille petite poupée (Virgin Territory)
17. J'ai 10 ans ! (Leap Day)
18. Clown un jour (Send Out the Clowns)
19. Votez pour Claire ! (Election Day)
20. La Gloire de nos pères (The Last Walt)
21. Un long voyage (Planes, Trains and Cars)
22. Une journée en famille (Disneyland)
23. Tableau vivant (Tableau Vivant)
24. Bébé à bord (Baby on Board)

## Quatrième saison (2012-2013)
Le 10 mai 2012, ABC a renouvelé la série pour une quatrième saison diffusée du 26 septembre 2012 au 22 mai 2013 sur ABC, aux États-Unis.
1. Un anniversaire inoubliable (Bringing Up Baby)
2. Tous à l'école (Schooled)
3. Coupe, coupe ! (Snip)
4. La Fuite du majordome (The Butler's Escape)
5. La Maison hantée (Open House of Horrors)
6. Vide grenier (Yard Sale)
7. Derrière les barreaux (Arrested)
8. Rencards et Déboires (Mistery Date)
9. Alexandre le Grand (When a Tree Falls)
10. Une équipe hors du commun (Diamond in the Rough)
11. Le Réveillon du nouvel an (New Year's Eve)
12. L'Invité surprise (Party Crasher)
13. Le Parrain (Fulgencio)
14. Le Fantôme de l'opéra (A Slight At The Opera)
15. Une Saint-Valentin mouvementée (Heart Broken)
16. Tiré par les cheveux (Bad Hair Day)
17. La Mariodie (Best Men)
18. Facteur « Coup-de-cœur » (The Wow Factor)
19. Retour vers le futur (The Future Dunphys)
20. Maison à vendre (Flip Flop)
21. La Journée des métiers (Career Day)
22. Ma famille, mes héros (My Hero)
23. L'Esprit de compétition (Games People Play)
24. Adieu Gracie (Goodnight Gracie)

## Cinquième saison (2013-2014)
Le 10 mai 2013, la série a été renouvelée pour une cinquième saison diffusée du 25 septembre 2013 au 21 mai 2014 sur ABC, aux États-Unis.
1. Soudain, l'été dernier (Suddenly, Last Summer)
2. La Rentrée pour tous (First Days)
3. La Femme de Larry (Larry's Wife)
4. Le Char de gouttière (Farm Strong)
5. En retard, en retard... (The Late Show)
6. Aide à domicile (The Help)
7. La Brigade de la kermesse (A Fair to Remember)
8. Des squelettes dans le placard (ClosetCon'13)
9. Une attitude positive (The Big Game)
10. Mon beau sapin (The Old Man & the Tree)
11. L'Âge de raison (And One to Grow On)
12. Les Portes ouvertes (Under Pressure)
13. Trois Dîners presque parfaits (Three Dinners)
14. Espionnage à tous les étages (iSpy)
15. Chercher les poux (The Feud)
16. Une journée pleine de promesses (Spring a Ding Fling)
17. Les Enfants des autres (Other People's Children)
18. Les Petits Plaisirs de Las Vegas (Las Vegas)
19. L'Amour propre (A Hard Jay's Night)
20. Crocodile Dunphy (Australia)
21. Photo de famille (Sleeper)
22. Message reçu (Message Received)
23. Le Mariage, première partie (The Wedding (Part 1))
24. Le Mariage, deuxième partie (The Wedding (Part 2))

## Sixième saison (2014-2015)
Le 8 mai 2014, la série a été renouvelée pour une sixième saison diffusée du 24 septembre 2014 au 20 mai 2015 sur ABC, aux États-Unis.
1. Une lune de miel interminable (The Long Honeymoon)
2. Ne pas appuyer (Do Not Push)
3. Le Patient zéro (The Cold)
4. Camping à l'hôtel (Marco Polo)
5. Nos pires voisins (Won't You Be Our Neighbor)
6. Super cool land (Halloween 3 : Awesome in Wonderland)
7. Le Prof d'espagnol (Queer Hearts, Full Eyes)
8. La Valse des dindes (Three Turkeys)
9. Strangers in the Night (Strangers in the Night)
10. Haley a 21 ans (Haley's 21st Birthday)
11. Une journée en enfer (The Day We Almost Died)
12. Oh ! Le beau bateau (The Big Guns)
13. Allergies (Rash Decisions)
14. Les Sœurs ennemies (Valentine's Day 4: Twisted Sister)
15. Y a-t-il un Dunphy dans l'avion ? (Fight or Flight)
16. Claire 2.0 (Connection Lost)
17. Au placard (Closet? You'll Love It!)
18. Chat échauffé craint la douche froide (Spring Break)
19. Le Roi de la fête (Grill, Interrupted)
20. Complot entre voisins (Knock 'Em Down)
21. Question d'intégrité (Integrity)
22. Les Co-majeurs (Patriot Games)
23. L'Art d'être parents (Crying Out Loud)
24. Phil, le robot (American Skyper)

## Septième saison (2015-2016)
Le 7 mai 2015, la série a été renouvelée pour une septième saison, diffusée du 23 septembre 2015 au 18 mai 2016 sur ABC, aux États-Unis.
1. Amours d'été (Summer Lovin')
2. Alex quitte le nid (The Day Alex Left for College)
3. La vengeance est un placard qui se mange froid (The Closet Case)
4. Les Œufs de Phil (She Crazy)
5. Jurés et Préjurés (The Verdict)
6. Le Titan de l'industrie (The More You Ignore Me)
7. Phil et la Maison sexy (Phil's Sexy, Sexy House)
8. Thérapie de groupe (Clean Out Your Junk Drawer)
9. Noël sera chaud (White Christmas)
10. L'Omelette d'anniversaire (Playdates)
11. Volez de vos propres ailes (Spread Your Wings)
12. Madame Tout Va Bien (Clean for a Day)
13. C'est qui la patronne ? (Thunk in the Trunk)
14. Frappés par la foudre (The Storm)
15. Wonder Woman (I Don't Know How She Does It)
16. Vilains Petits Mensonges (The Cover-Up)
17. Un jour, j'irai à Paris avec toi (Express Yourself)
18. La Fête à la maison (The Party)
19. Nom d'un chien (Man Shouldn't Lie)
20. La Promosition (Promposal)
21. Quel train de vie ! (Crazy Train)
22. Double Clic (Double Click)

## Huitième saison (2016-2017)
Le 3 mars 2016, ABC annonce le renouvellement de la série pour une huitième saison.
Elle a été diffusée du 21 septembre 2016 au 17 mai 2017 sur ABC, aux États-Unis.
1. Un jour j'irai à New York sans toi (The Tale of Three Cities)
2. Rabat-joie de mère en fille (A Stereotypical Day)
3. Downtown Macchabée (Blindsided)
4. Coup de foudre (Weathering Heights)
5. Le Déguisement idéal (Halloween 4: The Revenge of Rod Skyhook)
6. Bienvenue au club ! (Grab It)
7. Thanksgiving, mensonges et trahison (Thanksgiving Jamboree)
8. L'Alliance secrète (The Alliance)
9. L'Effet bal de neige (Snow Ball)
10. Pour vivre heureux, vivons dangereusement (Ringmaster Keifth)
11. Nos parents chéris (Sarge & Pea)
12. La Magie de la Saint Valentin (Do You Believe in Magic)
13. Un mari bricoleur (Do It Yourself)
14. Des idées et des rêves (Heavy is the Head)
15. Un frère pour Phil (Finding Fizbo)
16. Le Moment de vérité (Basketball)
17. La Nuit des porcs-vivants (Pig Moon Rising)
18. Décollage immédiat (Five Minutes)
19. Mariage en grande pompe (Frank's Wedding)
20. Girl Power (All Things Being Equal)
21. Besoin d'air (Alone Time)
22. Les Lauréats (The Graduates)

## Neuvième saison (2017-2018)
Le 10 mai 2017, la série est renouvelée pour une neuvième et dixième saison. Celle-ci sera diffusée à partir du 27 septembre 2017 de 22 épisodes chacun sur ABC.
1. Au fil de l'eau (Lake Life)
2. De si beaux adieux (The Long Goodbye)
3. La Prophétie du caleçon (Catch of the Day)
4. Dur dur d'être parents (Sex, Lies and Kickball)
5. Quand les enfants grandissent (It's The Great Pumpkin, Phil Dunphy)
6. Un sacré numéro (Ten Years Later)
7. Le Héros du jour (Winner Winner Turkey Dinner)
8. Fan de (Brushes with Celebrities)
9. Phil ou la Vie sauvage (Tough Love)
10. Quel pied ! (No Small Feet)
11. La Cabane à filles (He Said She Shed)
12. Phil se fait de la bile (Dear Beloved Family)
13. À mon meilleur ennemi (In Your Head)
14. Un amour de Saint Valentin (Written in the Stars)
15. Panpan cucul (Spanks for the Memories)
16. Usual Suspects (Vine Weekend)
17. Cool vs Pas cool (Royal Visit)
18. Tel père tel fils (Daddy Issues)
19. Compétition conjugale (CHiPs and Salsa)
20. Tout sur ma mère (Mother!)
21. Escape Game (The Escape)
22. Le Clash (Clash of Swords)

## Dixième saison (2018-2019)
Cette saison de 22 épisodes a été diffusée du 26 septembre 2018 jusqu'au 8 mai 2019 sur ABC.
1. De si grands défis (I Love a Parade)
2. Secrets de couple (Kiss and Tell)
3. Tout le monde a quelque chose à cacher (A Sketchy Area)
4. Le Joli Cœur (Torn Between Two Lovers)
5. La Fête des morts (Good Grief)
6. Sur un malentendu (On the Same Paige)
7. Ma poulette adorée (Did the Chicken Cross the Road?)
8. Le Frère que je n'ai jamais eu (Kids These Days)
9. Les Belles Promesses (The Tree of Strife)
10. L'Agent immobilier qui sauva Noël (Stuck in a Moment)
11. La vérité est ailleurs (A Moving Day)
12. La Famille d'abord (Blasts from the Past)
13. Nouvelles Technologies pour les nuls (Whanex?)
14. Nous devons parler de Lilly (We Need to Talk About Lily)
15. L'Enterrement de vie de baby shower (SuperShowerBabyBowl)
16. Alerte rouge (Red Alert)
17. L'homme est un ours (The Wild)
18. Question de virilité (Stand By Your Man)
19. La Positive Attitude (Yes-Woman)
20. Un mariage qui a du chien (Can't Elope)
21. Chouette, des diplômes ! (Commencement)
22. Une année d'anniversaires (A Year of Birthdays)

## Onzième saison (2019-2020)
Le 5 février 2019, ABC renouvelle la série pour une onzième saison, qui sera la dernière. Elle est diffusée du 25 septembre 2019 au 8 avril 2020.
1. Vos parents ont tout fait de travers (New Kids on the Block)
2. Pétage de plomb (Snapped)
3. Une paire parfaite (Perfect Pairs)
4. Question de confiance (Pool Party)
5. Même pas peur ! (The Last Halloween)
6. Le Phil conducteur (A Game of Chicken)
7. En cas de divorce (The Last Thanksgiving)
8. Le Don de soi (Tree's A Crowd)
9. Le Dernier Noël (The Last Christmas)
10. La Grande Vie (The Prescott)
11. L'Amour d'un père en héritage (Legacy)
12. Un cadeau inattendu (Dead on a Rival)
13. Paris sera toujours Paris (Paris)
14. Séquence émotion (Spuds)
15. La Marche à suivre (Baby Steps)
16. La famille s'agrandit encore (I'm Going to Miss This)
17. Vous allez nous manquer 1/2 (Finale Part 1)
18. Vous allez nous manquer 2/2 (Finale Part 2)